# База ідентифікації домашніх тварин
База ідентифікації домашніх тварин - це база даних (зазвичай в онлайн-форматі), в яку вносяться відомості про власників тварин. Додатково може вноситися інформація про стан здоров’я тварини, карту щеплень та інші дані.
Існують офіційні бази даних, що зазвичай передбачають чипування та видачу ветеринарних паспортів, такі як Pet Travel Scheme ("PETS"). Реєстрація в таких базах є обов’язковою для тварин, що перетинають кордон. Участь в неофіційних базах даних є добровільною. Замість чипів вони зазвичай використовують жетони з QR-кодом, які можна зчитати смартфоном без спеціального обладнання.

## Історія
Система PETS була започаткована у Великій Британії у 2000 році як спосіб запобігання поширенню інфекцій на території країни. 1 жовтня 2001 року деякі інші країни Євросоюзу прийняли цю схему, а пізніше вона поширилася у США, Канаді, Австралії та Новій Зеландії. В Америці найбільшою базою чипованих тварин є база American Animal Hospital Association [Архівовано 28 липня 2020 у Wayback Machine.].
Більшість неофіційних баз даних в Європі є членами асоціації Europetnet [Архівовано 8 серпня 2020 у Wayback Machine.], що об’єднує подібні ініціативи, щоби тварина з жетоном будь-якої організації була зареєстрована у єдиній базі. 

## Принцип роботи
Офіційні бази даних зазвичай використовуються в офіційних установах (на вокзалах, в аеропортах, у муніципальних притулках та ветклініках). За допомогою спеціального пристрою інформація з чипу під шкірою тварини зчитується та дозволяє ідентифікувати її і отримати контакти власника, щоби зв’язатися з ним.
Неофіційні бази даних мають інший принцип. Власник реєструє тварину в базі даних онлайн, активуючи жетон з QR-кодом. У разі, якщо тварина загубиться, будь-хто може зчитати QR-код за допомогою смартфона. Щойно код буде зчитано, власнику на вказаний телефон автоматично відправляється повідомлення з геолокацією знахідки. Людина, що знайшла улюбленця, може зайти на профіль тварини у базі даних, дізнатися про стан її здоров’я та додатково зв’язатися із власником.

## В Україні
Однією з найбільших неофіційних баз даних тварин у світі є Animal ID, започаткована у Львові в 2011 році. У тому ж році вона увійшла до Europetnet.
Зараз Animal ID займається не лише реєстрацією домашніх тварин, а й ідентифікацією безпритульних. У 2020 році, разом із чернігівською компанією COLLAR вона започаткувала програму на підтримку адопції безпритульних тварин, їх ідентифікації та запобіганню їх поверненню до притулків.
Програма заохочує адопцію дизайнерськими нашийниками з QR паспортами кожній взятій з притулку тварині, а також допомагає ідентифікувати загублених і запобігти їхньому поверненню до притулків. Також в колаборації Animal ID та WAUDOG працює програма виготовлення безкоштовних адресників для всіх власників тварин в межах України.